# Lettres de Drapier

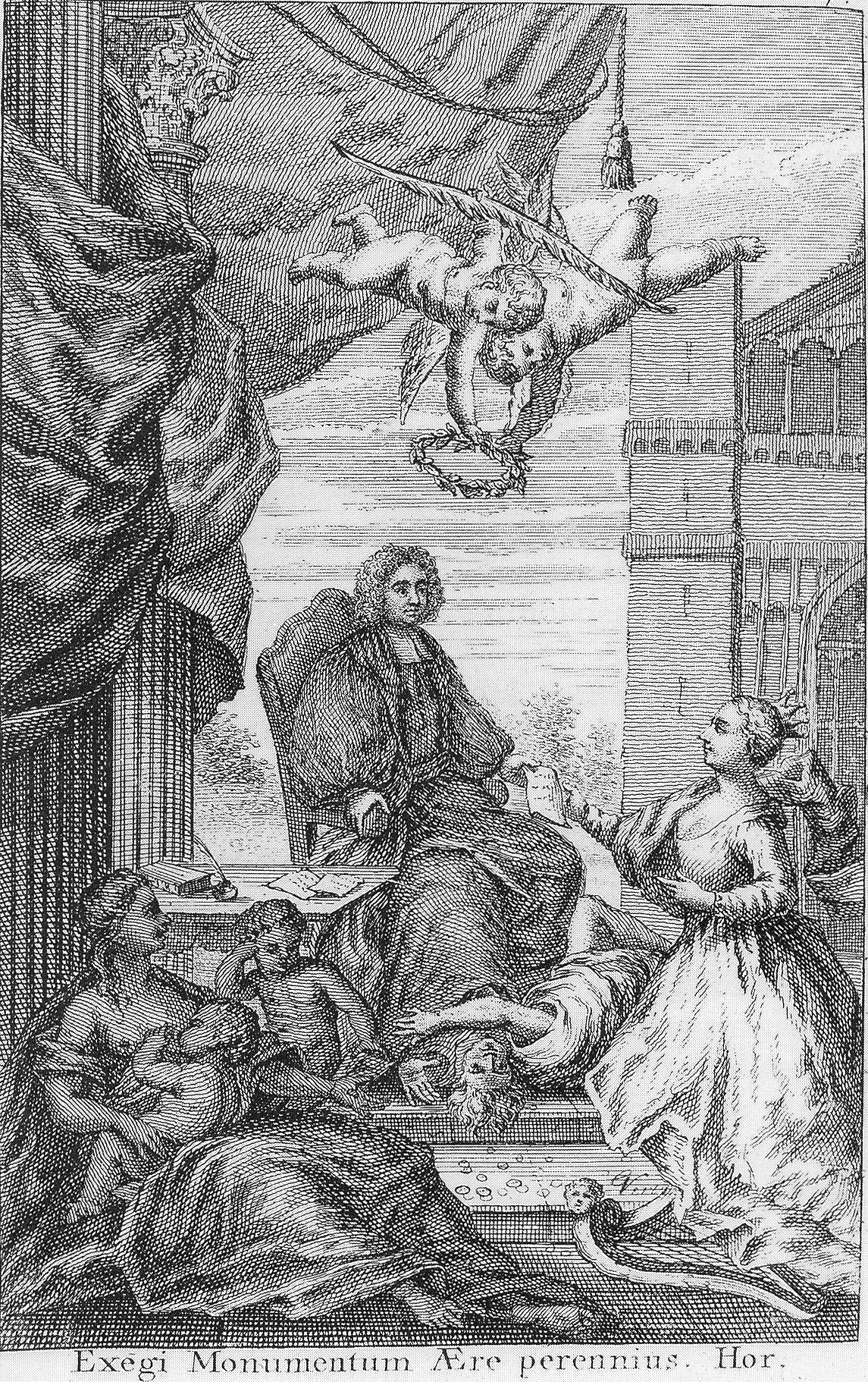
Page de titre de l'« Œuvre » de 1735. L'auteur est dans le fauteuil du doyen et reçoit les remerciements de l'Irlande. La devise se lit comme suit : J'ai fait un monument plus durable que le bronze. Le mot « Ære » signifie bronze ou métal ou honneur ou air en latin et peut être un jeu de mots sur le mot irlandais pour Irlande « Éire », de sorte qu'une signification parallèle pourrait signifier « J'ai fait un monument à l'Irlande pour toujours ». Swift connaissait bien la langue irlandaise, et a traduit au moins un poème de Carolan, « O'Rourke's Feast ».

Les Lettres de Drapier désignent une suite de sept pamphlets écrits entre 1724 et 1725 par l'écrivain, alors doyen de la cathédrale Saint-Patrick à Dublin, Jonathan Swift, pour soulever l'opinion publique en Irlande contre l'imposition au pays d'une monnaie de cuivre frappée par une société privée, que Swift pense être de qualité inférieure. En effet, William Wood avait obtenu des lettres patentes pour frapper cette monnaie, mais Swift voit la licence du brevet comme corrompue. En réponse, il représente l'Irlande comme constitutionnellement et financièrement indépendante de la Grande-Bretagne à travers une démonstration rhétorique qui prend la forme de sept pamphlets. Puisque le sujet est politiquement sensible, Swift, déjà connu pour ses écrits engagés, écrit sous le pseudonyme MB, Drapier, pour éviter les représailles.
Bien que les lettres soient condamnées par le gouvernement irlandais, à la demande du gouvernement britannique, elles sont toujours en mesure d'inspirer le sentiment populaire contre Wood et son brevet. Le sentiment populaire se transforme en boycott national, qui force le retrait du brevet ; Swift est ensuite honoré pour ce service rendu au peuple irlandais. Beaucoup d'Irlandais reconnaissent Swift comme un héros pour son défi au contrôle britannique sur la nation irlandaise. Au-delà d'être un héros, de nombreux critiques voient Swift, à travers le personnage de Drapier, comme le premier à organiser une « communauté irlandaise plus universelle », bien qu'il soit difficile de savoir qui constitue cette communauté. Peu importe à qui Swift fait effectivement appel, ce qu'il peut ou ne peut pas avoir fait, le surnom fourni par l'archevêque King, « notre doyen irlandais des cuivres et des terres », et son lien avec la fin de la controverse, sont restés.
La première collection complète des « Lettres de Drapier » paraît dans l'édition de 1734 de George Faulkner (en) des Œuvres de Jonathan Swift, accompagnée d'un frontispice allégorique comprenant son éloge et les remerciements du peuple irlandais. Aujourd'hui, les « Lettres de Drapier » sont une partie importante des écrits de Swift, avec les « Voyages de Gulliver » (1726), « Le Conte du tonneau (en) » (1704) et « Modeste Proposition » (1729).

## Contexte

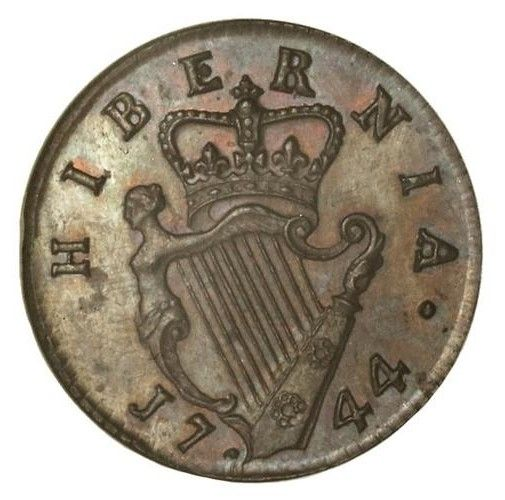
Farthing en cuivre marqué Hibernia, frappée en 1744 pour circuler en Irlande, vingt ans après la publication des pamphlets (avers).

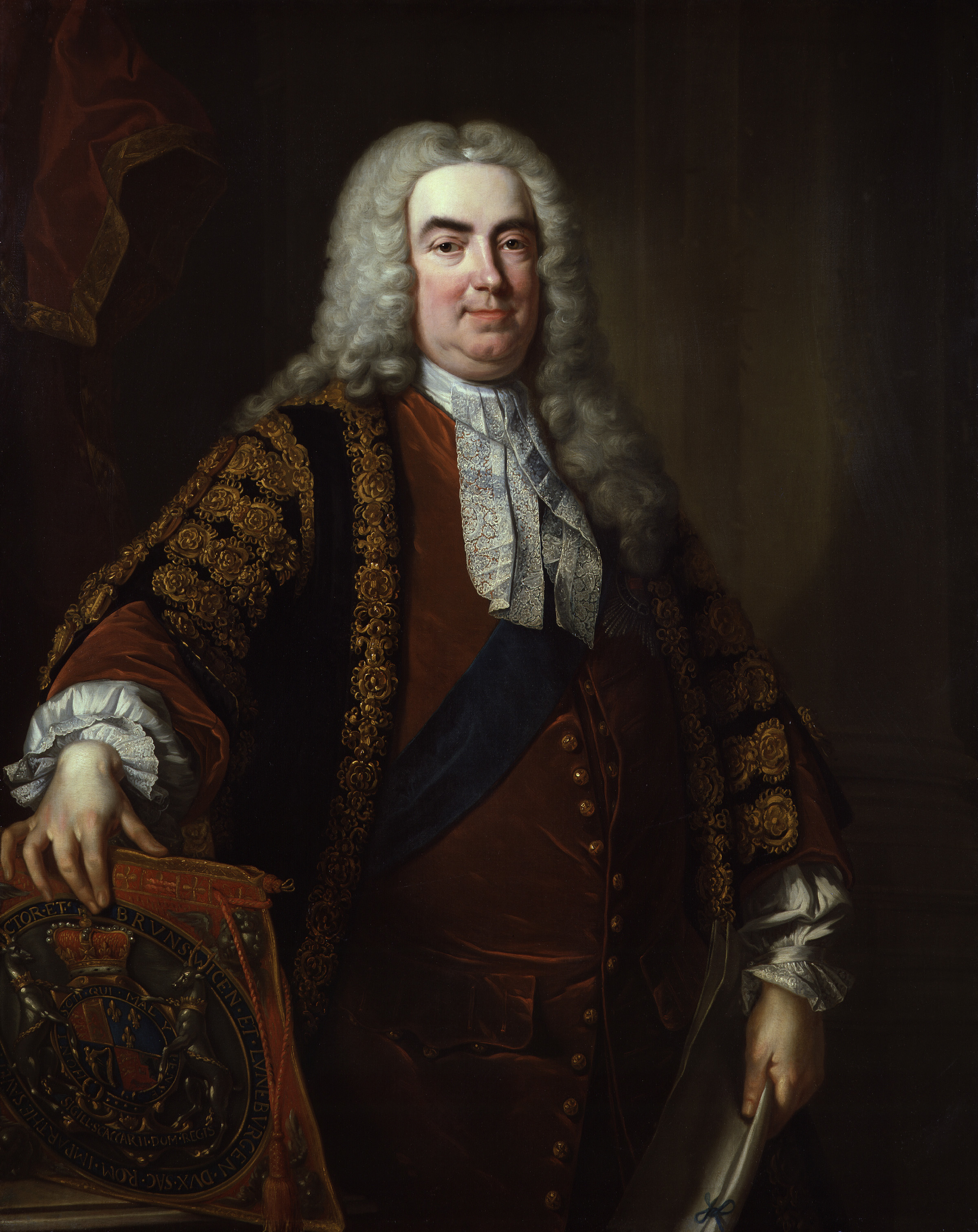
Portrait de Robert Walpole, premier ministre de Grande-Bretagne à l'époque des pamphlets.

En 1722, le maître de forges William Wood (1671-1730) obtient des lettres patentes pour produire des pièces de monnaie en cuivre pour un montant total de 108 000 £, pour une utilisation en Irlande. Le brevet est obtenu par un pot de vin de 10 000 £, à Mélusine von der Schulenburg, la duchesse de Kendal, maîtresse au roi George Ier. Bien que les pièces de cuivre de Wood soient par la suite alléguées sous-pondérées, sous-dimensionnées et fabriquées à partir de matériaux de qualité inférieure, des analyses avaient constaté qu'elles ne l'étaient pas, avant leur approbation par le Parlement britannique pour une utilisation en Irlande.
La plainte irlandaise contre Wood n'est pas qu'ils possèdent suffisamment de pièces en cuivre, mais que cela introduit trop de pièces de qualité inférieure dans l'économie irlandaise. Ces pièces retireraient de la circulation de précieuses pièces d'argent et d'or, et comme les nouvelles pièces de cuivre ne sont pas frappées sous l'autorité irlandaise, il n'existe aucun moyen pour les Irlandais de contrôler la qualité et le montant. De plus, la pièce de Wood n'est qu'un exemple de pratiques économiques prétendument défavorables qui nuisent à l'Irlande. Les Irlandais veulent avoir leur propre banque nationale et le pouvoir de frapper leur propre monnaie, et la pièce de Wood devient un moyen d'exprimer leurs désirs économico-nationalistes.
La question des brevets devient rapidement une lutte entre le Premier ministre Robert Walpole (et l'autorité du Parlement britannique) et les dirigeants irlandais. Toutes les tentatives du Conseil privé irlandais et de l'Église d'Irlande pour empêcher la libération de la monnaie s'avèrent vaines. Beaucoup de gens pensent rapidement que les commissaires au revenu (en) de William Conolly pourraient payer les soldats stationnés en Irlande avec la nouvelle pièce et, si c'est le cas, alors les marchands irlandais seraient obligés d'accepter la pièce ou risqueraient des représailles militaires ou une perte d'activité. Cela inquiète les dirigeants de l'Irlande et ils demandent de l'aide pour contester le brevet de Wood et mener un boycott de la pièce. L'archevêque King et le lord chancelier Midleton demandent à Jonathan Swift de contribuer à une campagne de pamphlets contre la pièce de Wood.
Pendant ce temps, Lord Carteret, le secrétaire d'État britannique dont le mandat inclut l'Irlande, pousse publiquement Walpole à défendre le brevet de Wood. Cependant, Carteret tente, en privé, de détruire le brevet pour nuire à la réputation de Walpole. Ainsi, Carteret apparaît aux Britanniques comme un défenseur du brevet parce qu'il essaie apparemment d'empêcher un soulèvement irlandais contre la domination britannique (en particulier en trouvant le « Drapier »), mais en réalité, il fait avancer son programme anti-Walpole et aide la cause irlandaise.

### Pamphlétaire

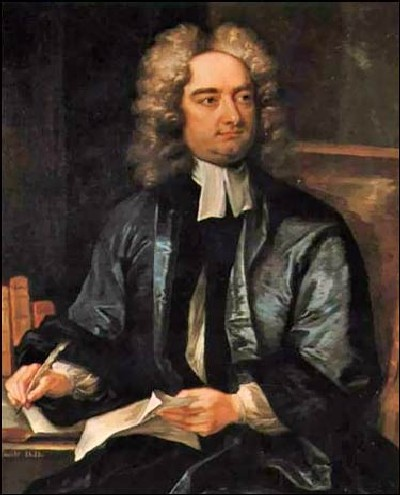
Portrait de Jonathan Swift par Charles Jervas (1718).

Jonathan Swift, alors doyen de la cathédrale Saint-Patrick à Dublin, est déjà connu pour son intérêt pour le peuple irlandais et pour la rédaction de plusieurs pamphlets politiques. L'un d'eux, « Proposition pour l'utilisation universelle de la fabrication irlandaise » (1720), a tellement enflammé les autorités britanniques que l'imprimeur, John Harding, est poursuivi, bien que le texte ne fasse guère plus que recommander aux Irlandais d'utiliser les matériaux qu'ils produisent plutôt que de les exporter en Angleterre. De plus, les autorités irlandaises savent que les pamphlets politiques de Swift ont été employés par le gouvernement conservateur de la Reine Anne et qu'il les utilise pour saper le gouvernement whig de Robert Walpole.
Swift analyse les inconvénients médico-légaux et économiques de la monnaie « inférieure » de Wood et les effets qu'elle aurait sur l'Irlande dans le premier des pamphlets, A Letter to the Shop-keepers (1724). Dans le pamphlet, Swift adopte le personnage de Drapier: un Irlandais commun, un drapier talentueux et qualifié, un individu religieusement pieux qui croit aux Écritures et un homme fidèle à la fois à l'Église d'Irlande et au roi d'Irlande. Le choix du pseudonyme de Swift sert deux objectifs essentiels: il lui fournit un personnage alternatif qu'il peut utiliser pour se cacher des représailles politiques potentielles, et il lui permet de créer une identité qui est étroitement alignée avec le peuple d'Irlande.
Selon Irvin Ehrenpreis, spécialiste de Swift au XXe siècle, un débat éclate dans la communauté universitaire sur la mesure dans laquelle Swift aurait pu souhaiter que son public l'identifie comme le Drapier, d'autant plus que le Drapier inclut constamment des images religieuses communes aux sermons de Swift. Cependant, la rhétorique religieuse probablement utilisée pour justifier une rébellion irlandaise contre le monnayage est simplement considérée comme un aspect important de l'identité du Drapier sans être considérée comme une preuve que Swift est l'auteur. Indépendamment du secret que Swift aurait pu vouloir pour son identité, la plupart des Irlandais, y compris les membres du Conseil privé irlandais, savent certainement que Swift est l'auteur des lettres. Malheureusement pour l'administration Walpole, peu de preuves juridiques d'une relation entre les deux personnages sont disponibles, qui justifierait qu'ils essaient de faire de Swift le Drapier.
Au cours de l'année, quatre autres pamphlets, remplies d'invectives et de plaintes contre Wood et son brevet, suivent le premier. Les écrits sont un succès, et l'opinion publique devient si hostile contre la monnaie de Wood que le brevet est retiré en 1725. À un moment donné, Lord Carteret et le Conseil privé irlandais offrent une récompense significative de 300 £, pour des informations permettant de prouver l'identité de l'auteur des pamphlets, mais Swift n'est ni arrêté ni inculpé pour ses œuvres. L'absence d'arrestation et l'unité du peuple irlandais derrière le Drapier sont un facteur de motivation important important pour le retrait du brevet par Walpole.

### Indépendance irlandaise
Bien que Swift sache que la duchesse de Kendal est responsable de la vente du brevet à Wood, il mentionne rarement ce fait dans les lettres. Au lieu de cela, ses trois premiers pamphlets décrivent Wood comme le cerveau derrière le brevet. Bien que le Drapier affirme constamment sa loyauté envers le roi, ses propos n'empêchent pas que des accusations de trahison soient portées contre lui en réponse aux troisième et quatrième lettres.
Dans les troisième et quatrième lettres, Swift soutient que les Irlandais méritent l'indépendance de l'Angleterre, mais pas du roi. C'est, de tous les arguments de Drapier, celui qui perturbe le plus Walpole, en tant que chef du Parlement britannique. Ainsi, le Drapier est condamné comme William Molyneux, dont le Case of Ireland (1698) plaide pour l'indépendance irlandaise en utilisant les mêmes arguments. Les allégations de trahison portées contre le Drapier parlent de trahison envers le Parlement anglais, ce qui ne fait que susciter plus de ressentiment parmi le peuple irlandais, qui dément l'argument constitutionnel de Swift, selon lequel le peuple irlandais ne doit son allégeance qu'au roi.

## Pamphlets
Les trois premiers pamphlets sont rédigés comme un ensemble destiné à conclure l'affaire. Cependant, lorsque Lord Carteret est envoyé pour contrôler l'Irlande et place une prime sur la tête du Drapier, Swift estime qu'un quatrième est nécessaire. Le cinquième est écrit au plus fort de la controverse sur la pièce de Wood, et constitue la dernière écriture publique du Drapier. La lettre To the Lord Chancellor Middleton est signée avec le nom de Swift et n'a pas été prise en compte jusqu'à la parution de l'édition de 1735 de Faulkner. La dernière lettre, An Humble Address, est également publiée après la fin du conflit.

### Aux commerçants

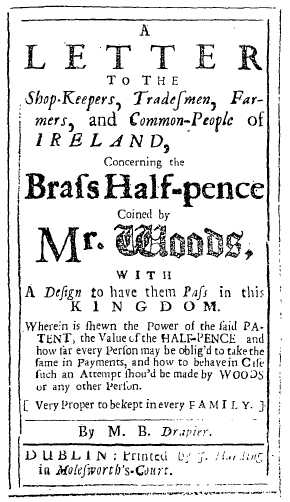
Page de titre du pamphlet de 1724, « To the Shop-keepers » (Aux commerçants).

La première lettre du Drapier, « To the Shop-keepers, Tradesmen, Farmers, and Common-People of Ireland », est publiée en mars 1724. Peu de temps après, une copie est envoyée par Swift à Lord Carteret, le 28 avril 1724, et la révélation du contenu de la lettre se répand jusqu'à Londres. En avril 1724, la lettre est populaire et Swift affirme que plus de 2 000 exemplaires ont été vendus à Dublin. La lettre est rebaptisée « Fraud Detected or The Hibernian Patriot » par le Dublin Journal de Georges Faulkner, qui publie l'article en 1725. Fraud Detected est ensuite utilisé par Faulkner comme titre de la collection des cinq premières lettres, publiée après la fin de la controverse sur les brevets.
Le Drapier introduit son sujet en invoquant le devoir de ses lecteurs en tant que « chrétiens, parents et amoureux de votre pays ». Son but est de présenter l'arrière-plan de la pièce de Wood, puis il suggère un boycott similaire à celui de sa « Proposition pour l'utilisation universelle de la fabrication irlandaise ». Tout au long de ses arguments monétaires, le Drapier reconnaît constamment à quel point sa position dans la vie est humble et intègre des allusions théologiques et classiques pour se moquer de Wood. Le Drapier attribue la faute à Wood, déclarant: « Ce n'est pas une trahison de se rebeller contre M. Wood ».
Il existe de nombreuses connotations religieuses similaires aux sermons de Swift (en), telles que la combinaison du devoir de Drapier envers Dieu avec le devoir envers son roi et son pays. De nombreux critiques comparent le langage et le style rhétorique de la première lettre à un prophète hébreu ou à un prédicateur évangélique qui avertit les masses d'une menace imminente pour leur âme. Cependant, le jugement final n'est pas encore venu, donc le Drapier inclut également des arguments prétendant que le demi-penny de Wood détruirait l'économie irlandaise et les âmes des citoyens.
L'une des préoccupations des Irlandais, évoquée dans la première lettre, concerne ce que l'on appelle maintenant la loi de Gresham :  des pièces de monnaie de qualité inférieure entraîneraient la thésaurisation ou le retrait des pièces d'argent et d'or du pays, ce qui dégraderait davantage la monnaie. Les fermiers ne seraient plus en mesure de payer leurs propriétaires et, après le retrait des locataires, il y aurait moins de cultures en Irlande; l'augmentation de la pauvreté et la diminution de l'approvisionnement alimentaire ruineraient complètement l'économie irlandaise.
Bien que certains critiques et historiens considèrent le langage et les exemples utilisés par le Drapier pour décrire les éventuels dommages économiques comme étant excessifs, d'autres considèrent que l'imagerie de Swift est fondée sur la vérité. Même la satire de Swift sur le caractère de Wood est basée sur des preuves réelles et ajoute très peu à ce que Wood montre au public par ses paroles et ses actions. Bien que le Drapier souligne l'implication de Wood et non celle du roi, les gloses de la première lettre révèlent des allusions à Wood soudoyant la duchesse de Kendall, ce qui obscurcit la distinction pour le lecteur prudent. Cependant, le Drapier respecte toujours le roi en tant que dirigeant de la nation irlandaise et de l'église irlandaise, bien que certains critiques considèrent que son langage audacieux et sa libre utilisation du nom et du titre du roi sapent ces positions. Le Drapier s'assure que Wood semble être la cible principale, ce qui, combiné à une attaque seulement indirecte contre des personnes au sommet du système politique britannique, rassure le peuple irlandais sur le fait qu'il peut se rebeller contre un « quincaillier insignifiant ».

### À M. Harding

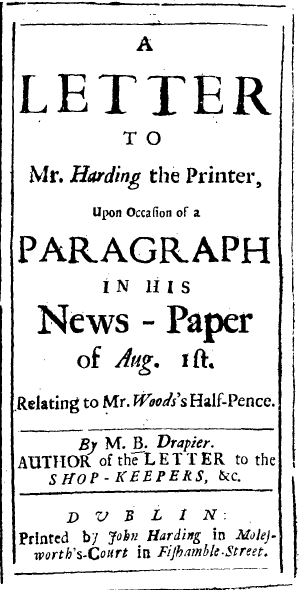
Page de titre du pamphlet de 1724 « À M. Harding ».

La deuxième lettre du Drapier, « A Letter to Mr. Harding the Printer, upon Occasion of a Paragraph in his News-Paper of 1 August, relating to Mr. Wood's Half-Pence », est imprimée le 4 août 1724, en réponse à l'analyse de la pièce de Wood par le Conseil privé britannique.
Le Drapier fait allusion à l'implication de la duchesse de Kendall dans sa première lettre; dans la deuxième, il met moins l'accent sur son implication et déplace son attention pour blâmer le parti Whig. Selon le Drapier, les Whigs sont ceux que Wood a soudoyés pour obtenir son brevet. La cible principale de cette lettre est le rapport du Conseil privé, produit sous l'autorité de Walpole. Il est nécessaire que le Drapier attaque le rapport pour s'assurer que le peuple serait disposé à résister à la pièce et à nier la vérité émise par les partisans de Wood. Par conséquent, le Drapier les décrit comme « seulement quelques traîtres à leur pays, complices de Wood ».
Le Drapier n'attaque pas directement le test d'Isaac Newton sur la pièce de Wood, mais attaque au contraire le processus qui se cache derrière l'essai et les témoins qui ont comparu devant le Conseil privé. Dans sa critique du rapport de ce dernier, le Drapier prétend que le rapport fait partie de la propagande et des mensonges de Wood, parce que Wood a publié trois propositions en même temps que le rapport: abaisser le quota de production de brevets de 100 800 £ à 40 000 £,, que personne n'est obligé d'accepter pour plus de cinq pences de pièces d'un demi-penny par transaction et de vendre sa pièce à 2 shillings 1 penny par livre ou son cuivre brut à 1 shillings 8 pences par livre. Le choix de formulation de Wood, selon lequel les Irlandais seraient « obligés » d'accepter la pièce, est critiqué par le Drapier qui accuse ensuite Wood de « parfaite haute trahison, pour avoir obligé le peuple à prendre n'importe quelle pièce de cuivre alors que le roi n'a pas l'autorité constitutionnelle pour faire une telle chose ».
Dans la deuxième lettre, le Drapier fait une distinction prudente entre inculper ouvertement le roi et simplement faire allusion à sa relation avec le brevet de Wood; en accusant Wood, il se réfère constamment à l'autorité et au pouvoir du roi d'émettre cours légal (c'est ce qu'on appelle la prérogative du roi). En particulier, le Drapier affirme que le roi n'est pas en mesure de forcer son peuple à accepter n'importe quelle monnaie à base de cuivre. Comme il le souligne, la constitution établissant l'Irlande comme royaume limite l'autorité du monarque car elle oblige le peuple irlandais à n'utiliser que des pièces d'or ou d'argent comme monnaie officielle. Tout au long de son argumentation, le Drapier compare la capacité du roi à imprimer de l'argent avec la petite quantité de pouvoir politique détenu par Wood, ce qui mine l'image du roi en tant qu'autorité suprême en Irlande tout en laissant entendre qu'il ne protège pas les droits des Irlandais. Le Drapier s'arrête avant de commettre une trahison, et il soutient plutôt que le roi n'accepterait jamais un brevet qui pourrait nuire à l'Irlande, qu'il n'agirait jamais de manière à aider Wood à nuire au peuple irlandais,.
En réponse aux appels à l'action du Drapier dans la deuxième lettre, un groupe de banquiers se réunit le 17 août 1724, convenant par écrit qu'il n'accepte pas la pièce produite sous le brevet de Wood. D'autres marchands et commerçants suivent de la même manière. Cependant, cela n'empêche pas Walpole d'ordonner aux commissaires au revenu (en) en Irlande de faire entrer la pièce dans l'économie irlandaise. Indépendamment des ordres de Walpole, les lords juges irlandais n'agissent pas, Lord Shannon n'ordonne pas que ses troupes reçoivent la pièce de Wood, et la Chambre des Lords de Middleton et la Chambre des communes de Conolly n'adoptent aucune résolution confirmant l'ordre de Walpole, ce qui empêche effectivement la distribution de la pièce.

### À la noblesse et à l'aristocratie

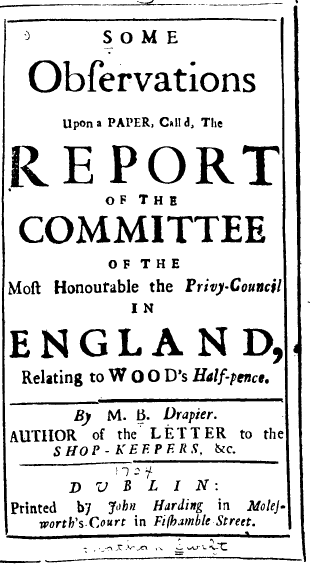
Page de titre du pamphlet de 1724 Some Observations

La troisième lettre du Drapier, « To the Nobility and Gentry of the Kingdom of Ireland: Some Observations Upon a Paper, Call'd, The Report of the Committee of the Most Honourable the Privy-Council in England relating to Wood's Half-pence, est publié le 25 août 1724.
Le sujet de la troisième lettre est similaire à celui de la deuxième, et certains chercheurs l'expliquent par de la nécessité pour Swift de répondre si rapidement au rapport du Conseil privé. Le Drapier souligne sa nature humble et sa compréhension simple lorsqu'il fait appel à la fierté de son public, la noblesse.
Il passe la majeure partie de sa lettre à répondre au « Rapport du Comité du Très Honorable Conseil Privé en Angleterre ». Ce document publié par Walpole sert de défense de la pièce de Wood; le rapport fait valoir que la pièce est importante pour le peuple irlandais. Cependant, il n'est pas officiellement publié par Walpole dans la gazette du Parlement, mais, sans l'autorisation du Parlement, dans le London Journal en août 1724. Certains chercheurs émettent l'hypothèse que Walpole publie le rapport dans un magazine non parlementaire afin qu'il ne soit pas connecté directement à la pièce de Wood. Cependant, l'absence d'une représentation de l'autorité parlementaire derrière le rapport, ce qui n'aurait pas été le cas s'il avait été publié dans la gazette officielle, permet au Drapier de saper la crédibilité de son contenu.
Le Drapier affirme: « En publiant ce document, M. Wood insinue au monde, que le Comité se préoccupe davantage de son crédit et de son émolument privé que de l'honneur du Conseil privé et des deux Chambres du Parlement ... Car il [le rapport] semble être destiné à donner raison à M. Wood, non sans quelques remarques sévères sur les Chambres des Lords et des Communes d'Irlande ». Pour le Drapier, Wood a un mépris total pour l'autorité politique de l'Irlande et utilise sa pièce de monnaie et le rapport pour se moquer d'eux. Cependant, l'attaque s'étend au-delà de Wood pour englober un conflit sur la capacité de l'Angleterre à régner sur le royaume d'Irlande.
L'argument central de la lettre est que les Britanniques nient les droits du peuple irlandais en s'appuyant sur un système complètement britannique pour passer le brevet sans laisser le Parlement irlandais s'exprimer. Selon le Drapier, William Wood est déjà impliqué dans un différend similaire avec une pièce de monnaie qu'il a frappée pour le Massachusetts. Wood, affirme le Drapier, « a déjà essayé sa méthode en Nouvelle-Angleterre, et j'espère qu'il rencontre un accueil égal ici; ce que je demande au sens commun public ». La réponse à Wood est un boycott complet de la pièce.
Le Drapier ne reproche pas la production de la monnaie à la politique de Walpole, par référence aux colonies de l'Angleterre, mais aux actions de Wood (et de ses complices). Cette critique des actions de Wood permet au Drapier d'attaquer le processus de brevet d'une manière qui ne pourrait pas être utilisé directement contre le Parlement britannique. En se référant à ce point, le Drapier demande: « Le peuple d'Irlande n'est-il pas né aussi libre que celui d'Angleterre » ? 
L'image finale de cette lettre est celle du petit mais courageux David contre le géant Goliath. Wood est l'envahisseur géant qui porte sa pièce en cuivre comme armure et le Drapier est juste le petit marchand qui n'est pas assez grand pour porter l'armure du roi. Cette image a trouvé un écho auprès de la population, et les habitants de Dublin ont affiché un message qui disait :

« Et le peuple dit à Saül : Jonathan va-t-il mourir, lui qui a opéré ce grand salut en Israël ? Dieu nous en préserve : l'Éternel est vivant ! il ne tombera pas à terre un seul cheveu de sa tête, car il a travaillé aujourd'hui avec Dieu. Le peuple sauva Jonathan, et il ne mourut pas »

La troisième lettre reprend ouvertement l'argument de Swift selon lequel l'autorité politique découle du consentement d'une population. En tant que telle, la troisième lettre est considérée comme une réponse en partie à la loi déclaratoire, qui a sapé l'indépendance et l'autorité du pouvoir législatif et judiciaire irlandais en faveur des Britanniques. Elle supprime la possibilité pour quiconque en Irlande de parler au nom du peuple irlandais, et il est nécessaire que l'acte soit supprimé pour que le peuple puisse être entendu.
Cependant, une telle attaque contre la loi est courante dans les travaux de Swift, et il plaide constamment contre la loi en promouvant l'autonomie irlandaise. Cela ne signifie pas que l'indépendance irlandaise doit être prise à la légère, car Swift considère l'autosuffisance comme « le seul moyen de mettre un terme à leur complicité autodestructrice [entre Irlandais et protestants irlandais] — dont ils n'avaient pas suffisamment conscience — quant à la conquête de l'Irlande par l'Angleterre ».

### À tout le peuple d'Irlande

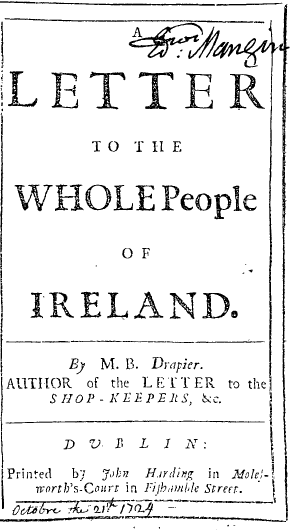
Page de titre du pamphlet de 1724 To the Whole People of Ireland

La quatrième lettre du Drapier, To the Whole People of Ireland, A Word or Two to the Ireland, A Short Defence of the Ireland, est écrite le 13 octobre 1724 et publiée le 21 ou 22 octobre, le jour où Lord Carteret arrive à Dublin. Tout au long de la lettre, le Drapier prétend que le transfert de Carteret en Irlande pour faire appliquer le brevet de Wood est une rumeur produite par les alliés de Wood, bien que Swift sache le contraire.
La quatrième lettre est écrite en réponse aux nombreuses accusations portées par les partisans britanniques du brevet de Wood contre les Irlandais, y compris des allégations d'influence papale et de trahison. Une grande partie de la lettre répond à ces accusations et réfute d'autres arguments selon lesquels la pièce de Wood pourrait être bénéfique pour le peuple irlandais. Le ton de la lettre est clair: les alliés de Wood font la promotion d'un mal qui peut nuire à l'Irlande. Cependant, Wood n'est qu'une cible secondaire, on se moque aussi de personnalités comme Walpole pour leur rôle dans la controverse.
La majorité de la quatrième lettre est consacrée à un argument autour de la liberté politique du peuple irlandais. C'est pour cet argument que le Drapier est persécuté, car ses propos sont perçus comme un appel à défier l'autorité britannique et éventuellement à déclarer l'indépendance de l'Irlande vis-à-vis du roi. Le Drapier fait la distinction entre loyauté et déloyauté, car il accuse les Irlandais d'être fidèles uniquement à leur roi, qui a le titre de roi d'Irlande, mais pas à l'Angleterre. À ce sujet, le Drapier déclare :

« Que quiconque pense autrement, moi MB Drapier, désire être exempté, car je déclare, sous Dieu, que je ne dépend que du roi mon souverain, et des lois de mon propre pays; et je suis tellement loin de dépendre du peuple d'Angleterre, que si jamais il se rebelle contre mon souverain (ce que Dieu nous en préserve), je serais prêt au premier ordre de Sa Majesté à prendre les armes contre eux, comme l'ont fait certains de mes compatriotes contre le leur à Preston. Et si une telle rébellion devait réussir à fixer le prétendant sur le trône d'Angleterre, j'oserais transgresser ce statut jusqu'à perdre chaque goutte de mon sang pour l'empêcher d'être roi d'Irlande »

Pour défendre sa nation, le Drapier retourne les accusations de trahison et de loyauté papale contre Wood et ses défenseurs (en particulier Walpole), les qualifiant d'aussi traîtres que les rebelles jacobites et les rebelles parlementaires. Le Drapier croit que la providence de Dieu soutient le peuple d'Irlande, mais sa volonté exige que le peuple d'Irlande se lève contre les trahisons britanniques.
La déclaration la plus célèbre et la plus controversée des lettres de Drapier fait suite à des allégations de loyauté envers le roi irlandais :

« J'ai fait une petite digression pour rafraîchir et poursuivre l'esprit qui s'est élevé de façon si saisonnière parmi vous, et pour vous faire comprendre que, selon les lois de DIEU, de la NATURE, des NATIONS et de votre propre PAYS, vous ÊTES et DEVRIEZ être un peuple aussi LIBRE que vos frères en Angleterre »

Cette argumentation suit la philosophie politique de John Locke dans les Traité du gouvernement civil (1689). Locke écrit que le peuple a le droit de résister à son gouvernement lorsque ses droits de propriété sont violés et que toutes les nations ont les mêmes droits souverains même lorsqu'elles sont conquises par une autre.
Une bataille rhétorique secondaire commence entre Walpole et les Irlandais concernant le brevet de Wood ;  le reste du débat constitutionnel porte sur la nature de la loi Poynings (en), qui a été remise en vigueur par le biais du Declaratory Act (1720). C'est une loi qui, selon les Britanniques, leur permet de contrôler toutes les actions en justice de l'Irlande et de révoquer l'indépendance parlementaire irlandaise. Traditionnellement, les dirigeants de l'Irlande se considèrent comme un royaume et non une colonie qui est contrôlée par la loi de Poyning. Le Drapier approuve l'interprétation irlandaise de la loi et incorpore des aspects des arguments de Molyneux qui combinent la preuve que la loi est mal interprétée et la philosophie politique de Locke.
Lord Carteret lit des passages de la quatrième lettre sur l'indépendance constitutionnelle irlandaise au Conseil privé irlandais et prétend que c'est une trahison. C'est alors que Harding est arrêté pour avoir imprimé les lettres et qu'une récompense de 300 £, est offerte pour l'identité du Drapier. Lord Carteret écrit que l'arrestation et la prime sont le résultat d'un malheureux accident et il n'a pas voulu répondre de cette façon. Lord Midleton est également amené à délaisser son ancien allié, le Drapier, lorsqu'il écrit, « provoquer l'Angleterre à ce point comme certains se sont efforcés de le faire, n'est pas la véritable façon de les tenir à l'écart ». L'archevêque King répond aux lettres en disant qu'elles sont « ridicules et satyriques ». Cependant, l'archevêque soutient publiquement les actions constitutionnelles plus que les trois autres, et son soutien amène d'autres responsables importants à le critiquer.
Indépendamment de la proclamation contre le Drapier et des paroles prononcées par d'importants responsables irlandais, le peuple irlandais soutient l'écrivain, et c'est leur soutien qui protège Swift. Certains critiques considèrent ce soutien comme résultant de l'appel de la lettre à la foule, ou au peuple, d'Irlande.

### Au vicomte Molesworth

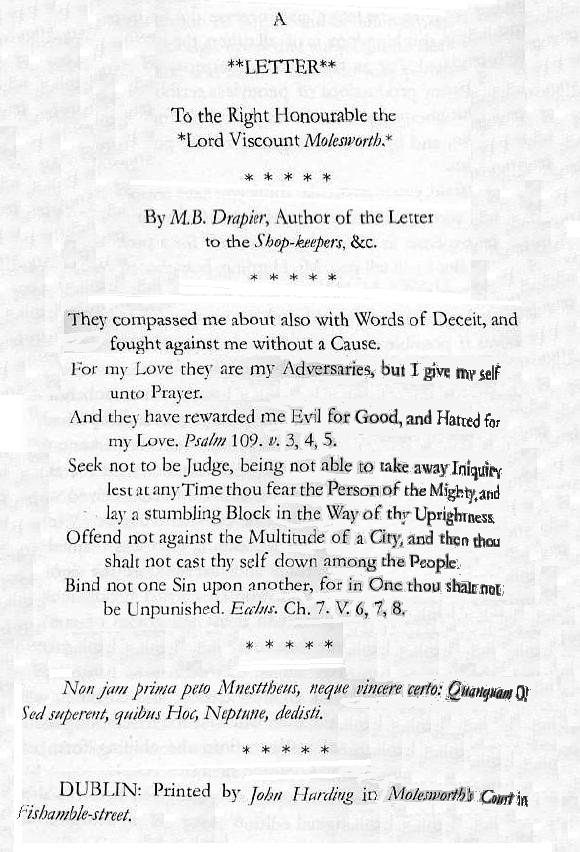
Page titre de To Viscount Molesworth de l'édition de Faulkner de 1735 et reproduite par l'édition de Temple Scott de 1903.

La cinquième lettre du Drapier, A Letter To the Honourable the Lord Viscount Molesworth, at his House at Brackdenstown, near Swords est publiée le 31 décembre 1724. C'est la lettre qui contient le plus d'informations pseudo-biographiques sur le Drapier.
Elle est considérée comme la dernière salve de la lutte de Drapier contre le brevet de Wood. Bien qu'il y ait un possible accord entre Carteret et Walpole sur la fin du brevet, Swift juge nécessaire de publier cette défense de la quatrième lettre pour s'assurer que Walpole ne renonce pas à sa promesse de retirer le brevet. Elle est également vue comme une lettre célébrant la relaxe de Harding, qui a été jugé pour avoir imprimé les lettres du Drapier.
Le Drapier commence sa lettre par trois citations: Psaume 109, Ecclésiastique / Siracide 7 et Énéide, Chant V, de Virgile. Avec ces passages, il donne le ton de sa propre défense en faisant appel à la fois à la raison et aux sentiments religieux de son auditoire pour prouver son innocence :

« J'ai bêtement dédaigné d'avoir recours aux pleurnicheries, aux lamentations et aux appels à la pitié, mais j'ai plutôt choisi de faire appel à la loi, à la liberté et aux droits communs de l'humanité, sans tenir compte du climat dans lequel je me trouvais »

.Certains critiques soutiennent que Swift n'a pas besoin de se défendre, et la lettre au vicomte Molesworth est écrite pour pavoiser. Cependant, l'essence de la lettre encourage les Irlandais à se souvenir des actions de Walpole, Wood et du Parlement britannique. En se livrant volontairement au jugement de ses concitoyens irlandais et au jugement final de Dieu, le Drapier affirme qu'il est et sera toujours du bon côté de l'argument.
D'autres critiques soulignent que l'objet de la lettre, Lord Molesworth, vise à lier les classes supérieures et inférieures. Utilisant Molesworth, un dissident religieux, un noble et l'opposé de Swift, le Drapier unit tous les différents peuples d'Irlande dans une cause nationaliste commune. Au lieu de se défendre des charges contre lui-même, le Drapier appelle à plus de soutien pour la cause irlandaise; il recherche une certaine attention afin que la plus grande liberté de l'Irlande soit respectée.
La lettre sert un autre objectif: pour se réjouir de la non-capture du Drapier et de sa victoire sur Whitshed. William Whitshed (en), lord juge en chef en Irlande, est celui qui a réellement arrêté Harding et a cherché à le convaincre d'avoir imprimé des documents de trahison. Une lettre écrite de manière anonyme par Swift, « Seasonable Advice to the Grand-Jury », motive le jury irlandais à se soulever contre Whitshed et à libérer l'imprimeur. Le Drapier fait allusion à la lettre et à la libération de Harding lorsqu'il énumère de nombreuses autres œuvres écrites par Jonathan Swift et, ce faisant, révèle presque sa propre identité. Cependant, son ton n'est peut-être pas moqueur, car il pourrait simplement afficher sa propre position, et certains ont attribué cette idée à l'incorporation de tant d'allusions bibliques et classiques au-delà des trois qui commencent la lettre. Le savant Herbert Davis déclare que cette lettre est « d'une certaine manière la mieux écrite de toutes ».

### Au Lord Chancelier Middleton

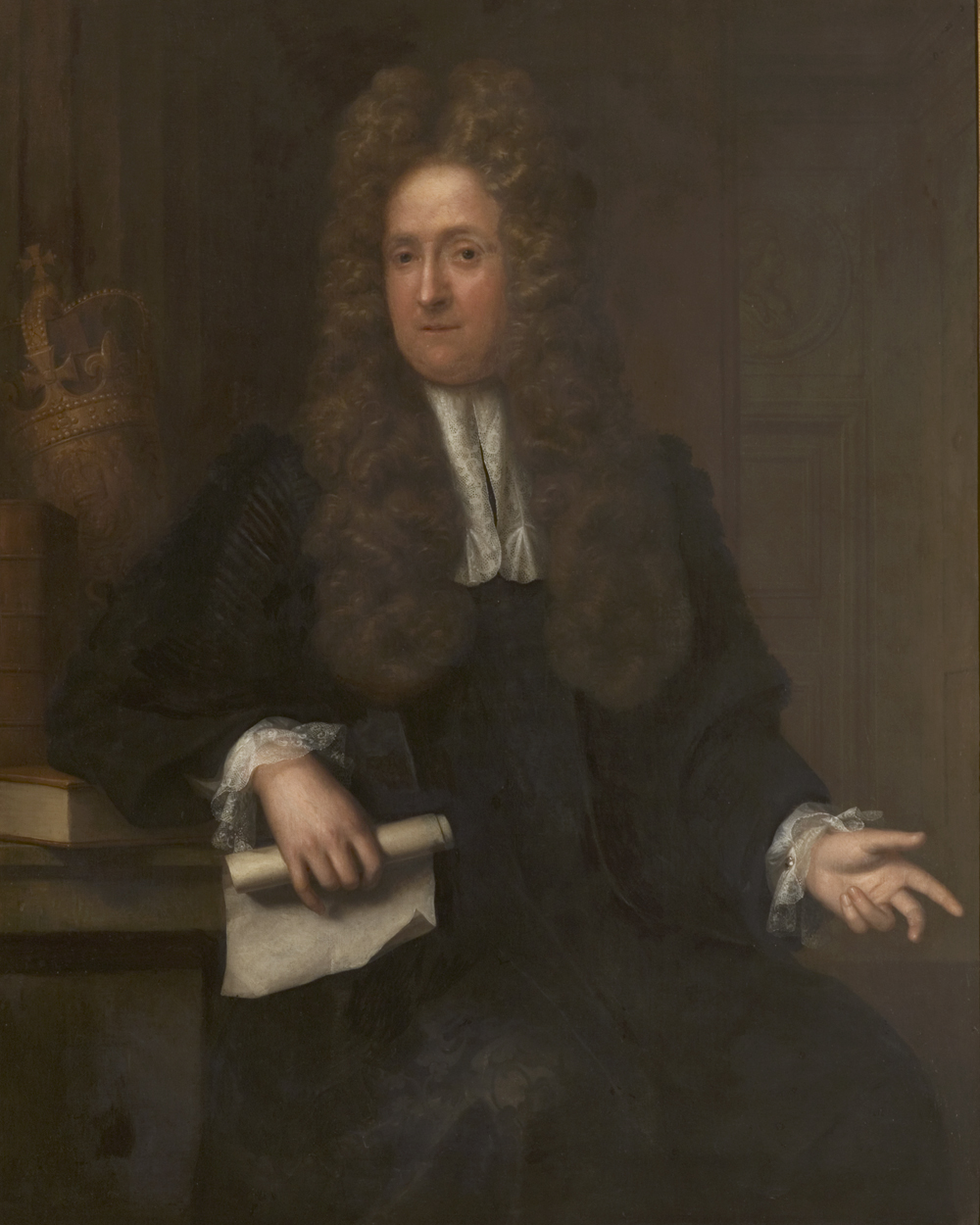
Lord Midleton, Alan Brodrick, vers 1717.

La sixième lettre de la campagne du Drapier, To the Lord Chancellor Middleton, est datée du 26 octobre 1724 et est écrite comme une lettre privée de Jonathan Swift à Alan Brodrick, Lord Midleton (avec la faute d'orthographe de son titre). Ce n'est pas une vraie lettre « Drapier », parce que l'auteur prétend être différent du Drapier, bien qu'il soit connu de Lord Middleton comme étant une seule et même personne. Sir Walter Scott compte cette lettre comme la numéro cinq, bien que Faulkner, Sheridan, Deane Swift, Hawkesworth et Nichols la considèrent comme numéro six.
Le but de la sixième lettre est de s'assurer que Midleton reste fidèle à son opposition au brevet de Wood. Bien qu'on ne puisse pas savoir dans quelle mesure Midleton est influencé par la lettre, il est certain qu'il pense que le brevet nuirait à l'Irlande et qu'il y résisterait à tout prix. Quoi qu'il en soit, Swift écrit la lettre pour s'exprimer d'une manière que le Drapier ne peut pas : en tant que doyen d'une grande cathédrale irlandaise. Il invoque son statut pour établir que les intentions du Drapier sont forcément bonnes. En substance, la lettre reprend plusieurs arguments des lettres précédentes pour inciter Midleton à soutenir ouvertement les actions du Drapier. Swift admet également travailler activement contre le brevet et mentionne à quel point son sermon « On Doing Good » est similaire aux idées exprimées par le Drapier.

### Un humble discours
La dernière lettre du Drapier, An Humble Address to Both Houses of Parliament, est achevée en juin 1725. Elle est écrite avant la défaite de Wood, et il cesse d'être imprimé lorsque Swift apprend que le brevet est retiré. Elle est restée inédite pendant 10 ans.
La lettre met le Parlement irlandais au défi d'enquêter sur la manière dont Wood obtient initialement le brevet, même si la plupart des dirigeants savent qu'il est le résultat de la corruption. Bien que rien de nouveau ne soit découvert lors d'une enquête, la lettre a pour but d'essayer d'unir le peuple irlandais pour lutter pour une plus grande liberté économique. Le Drapier fait référence au manque de liberté économique de l'Irlande quand il affirme que les Irlandais « sont tout à fait perdants et l'Angleterre gagnante ». Les intentions de Swift derrière la lettre sont incertaines, et certains critiques pensent qu'il ne souhaite pas une telle enquête sur les partisans de Wood tandis que d'autres soutiennent qu'il veut sérieusement promouvoir une enquête publique sur la question,.
Les sujets abordés par le Drapier vont des propriétaires terriens éloignés de l'importation de marchandises en provenance de Grande-Bretagne en passant par la préférence accordée aux Anglais par rapport aux Irlandais pour les postes gouvernementaux irlandais. Ces questions sont les nombreux sujets qui préoccupent Swift et qu'il considérait comme menaçants pour l'Irlande avant la controverse de la pièce de Wood. Cependant, ces questions individuelles ne sont pas aussi importantes que l'indépendance et l'unité de l'Irlande: les spécificités de l'indépendance sont moins importantes que l'autonomie. Certains soutiennent que Swift, après le retrait du brevet de Wood, se retire du paysage politique pour se concentrer sur l'écriture des Voyages de Gulliver, où il reprend bon nombre des mêmes idées.

## Publication

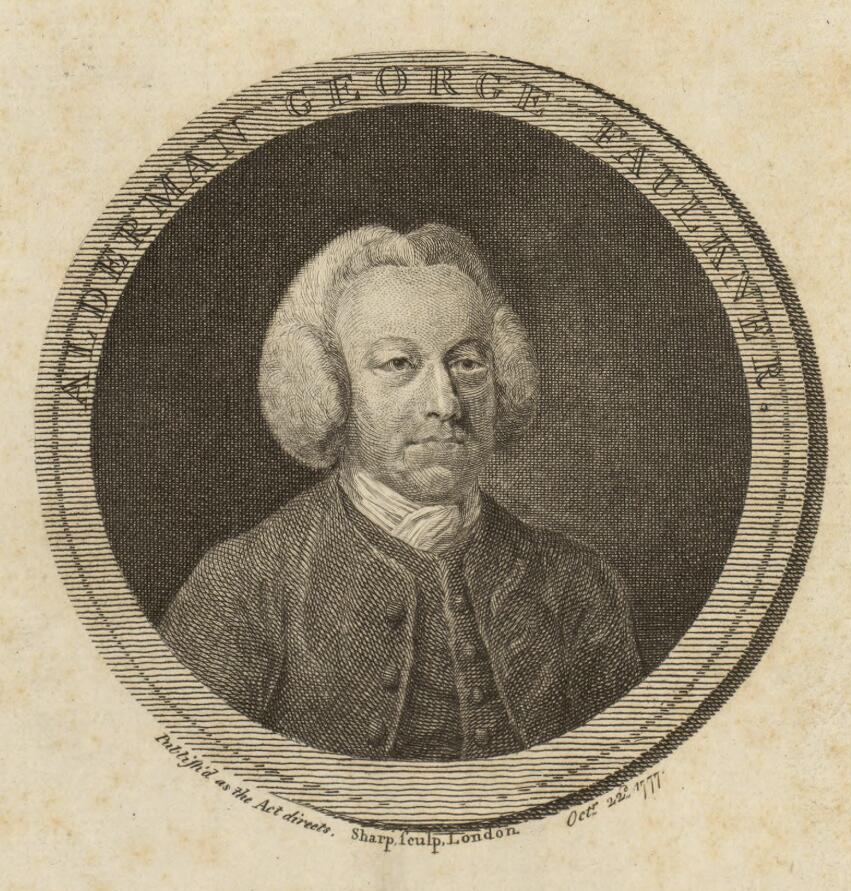
George Faulkner, le principal éditeur des œuvres de Jonathan Swift, vers 1777.

John Harding publie les quatre premières lettres avant son arrestation et la cinquième après sa libération. Après la mort de Harding, George Faulkner devient le principal éditeur de Swift en Irlande, Lettre au lord chancelier Middleton et Un discours humble sont copiées à partir d'exemplaires manuscrits fournis par l'auteur à Faulkner, puis imprimées avec les autres lettres. Les Lettres du Drapier sont d'abord recueillies et publiées dans leur intégralité par Faulkner en 1735.
Le 9 février 1733, Faulkner annonce sa future publication des œuvres collectées de Swift en quatre volumes, le premier contenant les Lettres du Drapier, dans le Dublin Journal. Cependant, cette édition mène au procès Motte v Faulkner (1735), puisque le libraire londonien Benjamin Motte a des droits de publication, en vertu de la législation britannique sur le droit d'auteur, pour de nombreuses œuvres incluses dans l'édition de Faulkner. Bien que les Lettres du Drapier ne soient pas protégées par le droit d'auteur, l'ouvrage complet est légalement suspendu de sa publication en Angleterre par une décision du 28 novembre 1735. Il n'est pas certain que Swift ait autorisé Faulkner à publier les œuvres pour permettre à un éditeur irlandais de concurrencer un éditeur britannique ou si Swift n'a pas son mot à dire et que Faulkner publie les œuvres contre la volonté de Swift. Dans une lettre à Motte en mai 1736, Swift ne défend pas le droit légal de Faulkner de publier ses œuvres. Au lieu de cela, Swift réprimande Motte pour avoir poursuivi Faulkner au lieu de parvenir à un accord qui permet à Faulkner de réimprimer le matériel protégé par le droit d'auteur.

## Accueil
Bien que l'impression originale des Lettres du Drapier entraîne l'arrestation de Harding et une prime placée sur la tête du Drapier, les actions de Swift pour défendre l'Irlande sont jugées héroïques parmi les citoyens irlandais. Il est surnommé le « patriote hibernien » pour ses actions. Certains résidents de Dublin placent des bannières et des signes dans la ville pour reconnaître les actes de Swift, et les images des lettres, telles que le Drapier comparant sa campagne à David combattant Goliath, deviennent des thèmes dans la littérature populaire. Le savant Herbert Davis affirme qu'à la fin de 1725, Swift est « le chouchou de la population; son image et son illustration apparaissant sur un grand nombre d'affiches en Irlande » en Irlande.
Swift n'adhère pas pleinement à sa popularité, mais il l'apprécie. Le jour de son anniversaire, le 30 novembre 1727, un grand groupe d'hommes vient à la cathédrale Saint-Patrick pour prier puis célébrer dans toute la ville. Ce rassemblement commémore Swift et ses lettres et proteste également contre le dur traitement britannique de l'Irlande.
Selon Robert Mahony, les Lettres du Drapier, en particulier la quatrième, sont ensuite saluées par les nationalistes irlandais. Cependant, comme il continue, de nombreux critiques récents réexaminent cette affirmation nationaliste et affirment que Swift parle plus au nom des protestants d'Irlande que de la nation entière. De nombreux critiques, y compris Carol Fabricant, demandent qui est « tout le peuple d'Irlande », à qui les Lettres du Drapier s'adressent ", et si Swift a le droit, en tant qu'Anglais protestant, de parler au nom de la nation entière. R. F. Foster pense que Swift représente des « attitudes d'ascendance protestante », mais cette opinion n'est pas partagée par tous. Certains critiques, comme Joep Leerssen, croient que le travail de Swift contribue grandement à un nationalisme irlandais commun, quelle que soit son appartenance religieuse, et que Swift peut se lier à toute l'Irlande à travers une souffrance unifiée sous la domination britannique. Dans l'ensemble, Fabricant soutient que la capacité de Swift à parler au nom de l'ensemble de la population est en outre suggérée par le large consensus opposé au plan de monnaie. Parallèlement à cela, Swift peut étendre rhétoriquement les droits naturels, dans les Lettres de Drapier, à tout le peuple irlandais sans aucune considération de restriction.